# Donna Barr
Donna Barr   (Everett, 13 d'agost de 1952) és una autora de còmics i dibuixant nord-americana. És coneguda per ser l'autora de la sèrie, The Desert Peach i Stinz .

## Biografia
Donna Barr va néixer a Everett, Washington, i és la segona filla de sis germans. Havia obtingut una llicenciatura en alemany a la Universitat Estatal d'Ohio el 1978. Barr s'havia allistat a l'exèrcit dels Estats Units i va servir de 1970 a 1973. Era una operadora de teletips formada a l'escola que era un E5 o sergent. A causa d'aquesta posició no va ser enviada a la guerra. Donna Barr havia conegut el seu marit Dan durant el seu temps a l'exèrcit. Ara viu a Clallam Bay, Washington amb el seu marit.

## Obres
Treballa amb llapis, tinta, aquarel·la i serigrafia.
És coneguda per les seves sèries Stinz i The Desert Peach . Stinz, publicat originalment el 1986 com un conte breu en un llibre enquadernat a mà, explica la història d'una societat de gent semblant a un centaure en un entorn que recorda l'Alemanya preindustrial. La història es va serialitzar després a la sèrie d'Eclipse Comics The Dreamery, editada per Lex Nakashima, i va ser recollida pel creador d'Albedo Steve Gallacci sota el seu segell Thoughts & Images, passant a MU Press i la seva empremta Aeon Press .
La seva altra sèrie de llarga durada, The Desert Peach tracta sobre Pfirsich Rommel, el germà petit homosexual fictici d'Erwin "The Desert Fox" Rommel. A partir de 1987, es va ambientar al nord d'Àfrica durant la Segona Guerra Mundial. El còmic s'ha descrit com un còmic de fantasia de guerra ambientat dins del règim alemany. Pfirsch (préssec) Rommel és un coronel de l'Afrika Korps alemany durant la Segona Guerra Mundial. La resta d'aquesta unitat d'inadaptats inclou un oficial de ràdio mut, un commocionat mental impactat amb una mina terrestre per a mascota, un marroquí negre de parla francesa, un presoner de guerra nord-americà i un mercenari cosac. En aquest context, un coronel gai compromès per casar-se amb un as de la Luftwaffe no sembla fora de lloc. Per als lectors fidels, es fa evident que la història és en realitat un flashback de llarga durada. Segons Barr, alguns dels temes dins de The Desert Peach són; "Amor, honor, mort i te, surf, feixisme, pilots i nuvis odiosos, naixement, amor, odi, venjança, violació, assassinat infantil, esclavitud, costums tribals, bogeria, consum de drogues, prejudicis, racisme, camps d'extermini., guerra, amor a primera vista, homofòbia, males relacions, feminisme, entrenament de cavalls, robatori de camells, moda, matrimoni, eutanàsia, néts, etc., etc., etc." Donna Barr explica el seu procés de creació de The Desert Peach com: "En general, faig un paper d'esborrany (el correu brossa té molts dors en blanc!), tallant i enganxant alegrement, després ho copio tot (de manera que la part posterior és clara), reorganitzeu la còpia cap enrere a la part posterior del paper final, col·loqueu algunes guies de lletres, gireu-la sobre una taula lleugera i utilitzeu-la com a guia aproximada mentre tinc tinta. Sense llapis, ni esborrar". Els tres primers números van ser publicats per Thoughts & Images. Els números addicionals van ser publicats per Fantagraphics Books, Aeon Press.
Tant Stinz com The Desert Peach es publiquen en gran part en línia i les seves novel·les s'autopubliquen. Altres obres inclouen Hader and the Colonel (1987), The Barr Girls (1990) i Bosom Enemies (1987). Barr també ha publicat una sèrie de novel·les, com ara Permanent Party, An Insupportable Light, Ringcat i Bread and Swans . Els dos últims d'aquests inclouen Stinz i The Desert Peach, respectivament. Barr ha il·lustrat diversos llibres de rols de GURPS, com ara GURPS Ice Age i GURPS Callahan's Crosstime Saloon. i llibres de rols de viatger, inclosos Alien Module 8: Darrians, el Manual del jugador de MegaTraveller i diversos números del Journal of the Travelers Aid Society. La seva darrera sèrie, Afterdead, és un encreuament de tots els seus personatges. Es diu que té una càrrega política i salvatge.
La seva obra ha estat traduïda a l'alemany, el japonès, l'italià i el croat. Barr ha creat una sèrie de quaderns de dibuixos enquadernats fets a mà, adornats i coberts de puntes, anomenats Black Manuscripts (Manuscrits negres).

## Premis i èxits
Barr ha estat reconeguda al llarg de la seva carrera amb nombrosos premis i honors. Aquests inclouen The Xeric Grant el 2000, The Bruce Brown Foundation Grant el 2004, San Diego Comicon International's Inkpot Award el 1996, Seattle's Cartoonists Northwest's Toonies el 1998, la millor sèrie d'humor en curs del London Comic Creator's Guild el 1992, la Washington Press Association's. Comunicador d'excel·lència per a la ficció els anys 1997 i 1998. Barr va aparèixer a l'esdeveniment de Cartoonists Northwest Association 2016 i va rebre un premi Golden Toonie.

## Implicació
Donna Barr ha participat a la comunitat del nord-oest com a membre del Graphic Artists Guild, la National Writers Union, UAW/AFL/CIO i ha actuat com a consultora del currículum de mitjans al Departament d'Arts de l'Olympic College de Bremerton, Washington. Dona conferències sobre el seu treball en convencions i simposis arreu dels Estats Units, Canadà i Europa. Va assistir a Opttaconn el 2019.